# República Transpadana
La República Transpadana (en italiano: Repubblica Transpadana) fue una «república hermana», un estado satélite de la Primera República Francesa, situada en el norte de Italia. Existió entre 1796 y 1797, cuando desapareció para fusionarse con la República Cispadana y dar origen a la República Cisalpina. También recibió el nombre de República Lombarda.

## Historia
Durante la Guerra de la Primera Coalición, en marzo de 1796, Napoleón Bonaparte fue nombrado comandante en jefe del ejército francés en el frente italiano, donde los franceses llevaban desde 1792 luchando contra tropas austríacas y piamontesas de la Primera Coalición. En una exitosa serie de campañas relámpago, Napoléon invadió y derrotó al Piamonte en abril y posteriormente venció a las tropas austriacas conquistando a lo largo de 1796 todo el norte de Italia. 
Los franceses se presentaron ante los italianos del norte en general y los lombardos en particular como libertadores de su tierra frente al dominio feudal austriaco. La política exterior de la República Francesa de la época incluía la extensión de los principios revolucionarios franceses en el exterior ayudando a los países vecinos a que constituyeran repúblicas siguiendo el modelo francés. Sin embargo estas repúblicas hermanas rara vez no estaban sometidas a los intereses particulares de Francia y acabaron convirtiéndose en meros estados satélite. Este es el caso de la República Transpadana y de las repúblicas que la sucedieron.
Tras la Batalla de Lodi el 10 de mayo de 1796 Bonaparte, había decretado ya el final del dominio feudal en Lombardía. A medida que los franceses fueron dominando militarmente el Ducado de Milán, que había estado bajo dominio austriaco desde 1706, se fueron formando en las diferentes ciudades lombardas liberadas juntas locales revolucionarias y pro-francesas. Estas juntas fueron cristalizando y estrechando sus lazos hasta formar en otoño de 1796 un embrión de estado que se extendía en el territorio del antiguo Ducado de Milán. Napoleón alentó este proceso ya que necesitaba del apoyo local, tanto en tropas como en apoyo logístico, para poder vencer a los aliados en Italia. 
La proclamación de la República Transpadana en el territorio que anteriormente había formado el Ducado de Milán se produjo el 15 de noviembre de 1796. El país tuvo una existencia efímera, desapareció el 9 de julio de 1797 al fusionarse con la vecina República Cisalpina.

## Consideraciones
- El nombre de la República hace mención al río Po (en latín Padus). La República Transpadana sería por lo tanto, la república que está situada al otro lado del Po. Curiosamente, el Po era el río que marcaba la frontera sur de la república, por lo que la denominación de Transpadania se tomaba desde un punto de vista italiano peninsular y no francés. En caso de que el nombre hubiera sido puesto desde el punto de vista francés, se hubiera denominado República Cispadana, ya que para los franceses, el Ducado de Milán era el territorio a este lado del Po. La utilización del término transpadano recuerda en cierta forma a la provincia romana de la Gallia Transpadana y también incide en una cierta forma en una vuelta a un poder político unitario italiano, que había desaparecido de la historia italiana durante siglos.

- El origen de los colores de la bandera italiana se encuentra en las tropas transpadanas. El 19 de agosto de 1796 las milicias de las ciudades de Lombardía formaron una Guardia Nacional, que comenzó a utilizar los colores verde, blanco y rojo en sus uniformes. Por simples motivos prácticos esos tres colores se aprovecharon también para los estandartes militares. Las primeras banderas con la tricolor italiana aparecieron el 9 de octubre de 1796. Napoleón Bonaparte declaró el 11 de octubre de 1796 estos tres colores (verde, blanco y rojo) los colores nacionales de Italia. La tricolor fue la bandera de la Transpadania y de su sucesora la República Cisalpina y de los restantes estados italianos que les sucedieron.

- La creación de las repúblicas Cispadana y Transpadana a finales del siglo XVIII pueden considerarse por tanto como uno de los primeros hitos en el proceso de unificación italiana. Como paradoja de la historia el término Padania está ligado en la actualidad al movimiento político que promulga la secesión del norte de Italia.